# هدلانگ
هدلانگ (انگلیسی: Headlong) با نام قدیمی آکسفورد استیج کامپنی، یک گروه تئاتر هنری است که به‌واسطهٔ نمایش‌های جسورانه و ابتکاری تئاتر با همیاری تعدادی از بهترین هنرمندان بریتانیایی شهرت دارد.
جرمی هِـرین از سال ۲۰۱۳ کارگردان هنری این گروه نمایشی و مدیر فعلی آن است. پیش از آن، روپرت گولد مابین سال‌های ۲۰۰۵ تا ۲۰۱۳ سرپرستی و کارگردانی این گروه را به عهده داشت. جرمی هرین در سال ۲۰۱۹ اعلام کرد که از رهبری این گروه کناره‌گیری خواهد کرد و آنرا در سال ۲۰۲۰ ترک خواهد نمود.
آثار مهمی از نمایشنامه‌نویسان و نویسندگان نامدار همچون جان میلتون، تنسی ویلیامز، کریستوفر مارلو، آنتون چخوف، لوئیجی پیراندلو، ویلیام شکسپیر، اسکار وایلد، جرج اورول، جرج برنارد شاو، برتولت برشت، اوریپید، سوفوکل، فرانک ودکیند توسط این گروه به روی صحنه رفته‌است. از نویسندگان معاصری که آثارشان توسط این گروه اجرا شده می‌توان به جک تورن، تونی کوشنر، کاریل چرچیل، مایک بارتلت، دانکن مک‌میلان، برت ایستون الیس، ادوارد باند و دیوید هر اشاره کرد.